# 野口祐輔
野口 祐輔（のぐち ゆうすけ、1990年7月2日 - 福岡県福岡市出身）は、日本の男子チアリーダー、俳優。芸能事務所ワーサル所属、ワーサル明石校インストラクター、チアリーディングチームVixtars監督。バク転指導で高い習得率を誇り「バク転デザイナー」と称されている。

## 人物
2006年に福岡市の大濠高校に入学、日本では珍しい男子チアリーディング部「COOKIES」に入部しチアリーダーとしての道に進む。
2009年には琉球大学に進学し沖縄県に移住。世界最高峰のサーカス集団シルクドソレイユに感銘を受け、舞台芸術などに興味をもちミュージカルやストリートパフォーマーとしての活動をスタートする。
大学卒業後は福岡に戻り、社会人チアリーディングクラブ『WILD CATS』（2014～2018）、芸能事務所ワーサル（2016～）に所属し、ワーサル福岡校ではインストラクターを務め、受講生のほかにアイドルやプロパフォーマンスチームにバク転の指導を行い、高い習得率に定評がある。2023年からは新設されたワーサル明石校でインストラクターを務めている。2018年に福岡県福岡市でチアリーディングチーム『AXEL』（日本チアリーディング協会加盟）を設立。2024年には兵庫県明石市でチアリーディングチーム『Vixtars』を設立し監督に就任。

## 資格・受賞歴
- JAPAN CUP2008 高校生部門7位
- JAPAN CUP2014 社会人部門5位
- 日本チアリーディング協会「指導員資格CLASSⅠ」

## 出演

### 映画
- HiGH&LOW THE RED RAIN （監督：山口雄大）

### ＴＶ
- TBS：HKT48のおでかけ!
- FBS：バリはやッ!ZIP!
- KBC：HKT青春体育部!
- フジテレビTWO：イタズラなKiss

### ＣＭ
- 美ら海ウォーター